# Микрополитенский статистический ареал
Микрополитенский статистический ареал (МкСА) (англ. Micropolitan statistical area) — определение Бюро управления и бюджета в США для урбанизированных зон с населением от 10 до 50 тысяч человек. Согласно данным бюро, в США 581 микрополитенский статистический ареал.
Данное определение введено в 2003 году. Как и более известный метрополитенский статистический ареал, определение микрополитенский статистический ареал используется для географических объектов для статистических нужд.
Определение микрополитен начало зарождаться в 1990-х годах для описания роста населения мест в США на периферии крупных городов, иногда на расстоянии свыше 160 км от них. Долины и побережья стали подобными местами роста микрополитенских ареалов. В отличие от больших городов, микрополитенские города не имеют большой экономической и политической значимости.
Исходя из обозначения МкСА, учитывается население только ядра микрополитенского ареала, а не всего ареала, и поэтому некоторые микрополитенские статистические ареалы могут быть больше метрополитенских статистических ареалов и иметь население свыше 100 тысяч человек. Например, МкСА Оттава—Перу в штате Иллинойс с населением 154 908 человек (на 2010 год). МкСА Торрингтон в штате Коннектикут с населением 180 000 человек, где население ядра — города Торрингтон — 32 202 человека.